# Катран (нож)
«Катран» — российский боевой нож, разработанный по заказу ВМФ в рамках опытно-конструкторской темы «Кортеж» для замены морально устаревшего ножа НВУ (Нож Водолазный Универсальный). Главным разработчиком ножа стал Игорь Скрылёв; всего было выпущено около 3000 экземпляров.
В 2009 году появилась информация, что во время учений «Запад-2009» на Балтике данный нож был подарен президенту Российской Федерации Дмитрию Медведеву, однако создатель ножа заметил, что некоторые детали информационной шумихи, возникшей на фоне этого сообщения, не соответствуют действительности.

## История создания и применения
В соответствие с техническим заданием темы «Кортеж» новый образец холодного оружия должен был быть универсальным оружием-инструментом и сочетать в себе качества боевого ножа, ножа выживания и ножа водолаза. Одним из заявленных требований была способность перерезать водолазные шланги, армированные стальной проволокой. Благодаря этому условию на клинке была устроена пила специфической формы .
Пока шли конструкторские работы, флотская администрация потеряла к ним интерес из-за проблем с финансированием. Однако небольшая партия сухопутного варианта этого ножа с рукояткой из выдержанного орехового дерева была выпущена компанией АСВА-ТОЗ для тульского подразделения ФСБ. После наработки боевого опыта с использованием ножа в первой чеченской войне он был официально принят на вооружение спецподразделения «Лидер» МЧС России.
В дальнейшем нож производился компанией «НОКС» под разные задачи и в различных вариантах исполнения. Например, некоторые модификации ножа выпускались специально под требования 45-го полка ВДВ.
На базе ножа «Катран» первой версии был сконструирован и изготовлен боевой нож «Игла» или «Морской дьявол».

## Конструкционные особенности
Рукоять снабжена поперечным рифлением и развитой металлической гардой с подпальцевым выступом для надёжного хвата рукой в толстой водолазной перчатке. В рукоятке ножа предусмотрен стальной герметичный пенал под носимый аварийный запас (НАЗ), который одновременно служит силовой основой рукоятки.
Клинок длиной 180 мм выполнен из коррозионностойкой стали и имеет отверстие для совместного использования с ножнами в виде кусачек. Поверхность лезвия имеет дополнительное антибликовое защитное покрытие из чёрного хрома.
Ножны изготавливались из кожи со стальным вкладышем из тонкой стали, который фиксировал лезвие за счёт собственной упругости.

## Критика
Причиной некоторых нареканий была названа невысокая коррозионная стойкость лезвия во время его эксплуатации в условиях африканского тропического климата. Изготовители отмечают, что это решается путём следования элементарным процедурам ухода за оружием. Также указывается, что данная конструкция создавалась для средних широт, а противокоррозионная устойчивость ножа в российских условиях проблем не вызывала.